# Средний Кийзак
Средний Кийзак — река в России, протекает по Новокузнецкому и Междуреченскому районам Кемеровской области.
Устье реки находится в 642 км по левому берегу реки Томь. Длина реки составляет 11 км. Приток — Малый Кийзак.

## Данные водного реестра
По данным государственного водного реестра России относится к Верхнеобскому бассейновому округу, водохозяйственный участок реки — Томь от истока до города Новокузнецк, без реки Кондома, речной подбассейн реки — Томь. Речной бассейн реки — (Верхняя) Обь до впадения Иртыша.